# Strefa zdemilitaryzowana

Koreańska Strefa Zdemilitaryzowana

Strefa zdemilitaryzowana, DMZ (ang. demilitarized zone) (demilitaryzacja przestrzenna) – w świetle prawa międzynarodowego to umowny obowiązek likwidacji, zakaz budowy oraz utrzymywania w przyszłości wszelkich (demilitaryzacja całkowita) lub oznaczonych (demilitaryzacja częściowa, np. denuklearyzacja) obiektów wojskowych, środków walki i sił zbrojnych na określonym terytorium. Wiele obszarów jest jednocześnie strefą zdemilitaryzowaną jak i zneutralizowaną (np. Wyspy Alandzkie, Antarktyka i Svalbard).
Art. 60 Pierwszego Protokołu Genewskiego z 1977 r. zakazuje stronom konfliktu rozszerzania swych operacji wojskowych na strefy, którym w drodze porozumienia nadany został status strefy zdemilitaryzowanej, jeżeli takie
rozszerzenie jest sprzeczne z postanowieniami takiego porozumienia.
Często strefa zdemilitaryzowana tworzy faktyczną granicę między zwaśnionymi państwami.
Ubocznym efektem istnienia niektórych stref zdemilitaryzowanych jest też powstanie na ich terenie swego rodzaju rezerwatu przyrody – ze względu na to, że na terenach tych ustaje też wszelka działalność gospodarcza i turystyka.
W informatyce strefą zdemilitaryzowaną (DMZ) nazywa się wydzielony na zaporze sieciowej obszar sieci komputerowej nienależący ani do sieci lokalnej, ani do sieci zewnętrznej, w którym znajdują się serwery wybranych usług, w szczególności świadczonych użytkownikom sieci zewnętrznej. Strefa DMZ uniemożliwia dostęp do sieci wewnętrznej w przypadku włamania na serwer usługi dostępnej z sieci zewnętrznej.

## Znane strefy zdemilitaryzowane

### Europa
- Pas neutralny polsko-litewski – pomimo nazwy faktycznie strefa zdemilitaryzowana pomiędzy Litwą Środkową, później Polską, a Republiką Litewską, utworzony 17 grudnia 1920 r.

- Nadrenia była strefą zdemilitaryzowaną po I wojnie światowej na mocy uzgodnień traktatu wersalskiego z 1919 r. potwierdzonych przez Traktat z Locarno w 1925 r. Istnienie tej strefy zostało zakończone jej bezprawną remilitaryzacją w 1936 r. przez hitlerowskie Niemcy.

- Wyspy Alandzkie (fin. Ahvenanmaa) – wyspy zdemilitaryzowane na podstawie konwencji z 1921 r., która potwierdziła i sprecyzowała zasady ich demilitaryzacji określone w traktacie pokojowym z 1856 r. kończącym wojnę krymską.

- Archipelag Svalbard na podstawie Traktatu Spitsbergeńskiego z 1920 r.

### Bliski Wschód i Azja
- Cypryjska zielona linia dzieli Cypr na grecki Cypr Południowy oraz na Północny, zamieszkany przez Turków. Została ona utworzona przez ONZ w 1974 r. po tureckiej okupacji Cypru.

- Izrael i Palestyna. Pierwsza tzw. „zielona linia” powstała w 1949 r., między Izraelem i okolicznymi „państwami arabskimi” (Liban, Syria, Jordania, Egipt) w wyniku wojny o niepodległość z 1948 r. i istniała aż do wojny sześciodniowej z 1967 r. Nazwę tę otrzymała też strefa zdemilitaryzowana między tzw. Zachodnim Brzegiem Jordanu i Izraelem, która oddziela tereny zamieszkane przez Palestyńczyków od Izraela.

- Izrael, Liban i Syria – strefa na Wzgórzach Golan utworzona w 1973 przez Siły Rozdzielająco-Obserwacyjne ONZ

- Koreańska Strefa Zdemilitaryzowana oddziela Koreę Północną od Południowej. Została ona utworzona przez ONZ w 1953 r., jako efekt uzgodnień po zawieszeniu broni w wojnie koreańskiej.

Strefą zdemilitaryzowaną i równocześnie zneutralizowaną jest także przestrzeń kosmiczna.